# Carlo Lapini
Carlo Lapini (Siena, 1724 – Siena, 28 ottobre 1802) è stato un compositore italiano nato e vissuto a Siena.

## Biografia
Sulla sua vita non si sa granché. Carlo Gervasoni, nel 1822, lo descrive con un carattere assai burbero e lo fa allievo di Francesco Franchini, organista di Santa Maria di Provenzano.
Nel 1840, François-Joseph Fétis conferma il carattere strano del compositore e lo descrive perfino ai limiti della sociopatia.
Rinaldo Morrocchi, nel 1886, lo descrive lunatico e distratto. Nonostante un talento giudicato da Gervasoni non cristallino né precoce, alla morte del maestro eredita la funzione di organista.
Secondo altre fonti, Lapini non fu solo organista ma anche maestro di cappella a Provenzano.
Al contrario di Gervasoni, Fétis e Morrocchi considerano Lapini il più valente compositore senese del periodo.
Gervasoni sa che Lapini fu molto stimato dai suoi contemporanei (per esempio Niccolò Piccinni e Pasquale Anfossi) e che ebbe una corrispondenza con Padre Martini (cosa confermata sia da Morrocchi sia da Fétis), ma gli attribuisce solo poche musiche sacre, tra le quali elenca come notevole solo la Messa di Requiem per Maria Teresa d'Austria, del 1780. Già Fétis, invece, sapeva della sua molta musica sacra manoscritta, e dalla fine dell'Ottocento, dopo lo studio storico di Rinaldo Morrocchi, la consapevolezza delle molte composizioni di Lapini negli archivi di Provenzano divenne internazionale.
Il Répertoire international des sources musicales (RISM) e l'Ufficio Ricerca Fondi Musicali (URFM) non hanno però confermato la presenza delle musiche di Lapini a Siena: RISM registra solo una composizione di Lapini al duomo di Siena e un paio di pezzi sacri alla Santini-Bibliothek di Münster, URFM censisce quattro pezzi sacri (tra cui un paio di messe) al Conservatorio di Firenze.
Solo nel 2018, il Centro Documentazione Musicale della Toscana e gli studiosi hanno ritrovato le musiche di Lapini alla Biblioteca degli Intronati di Siena, nella collezione musicale della cappella di Santa Maria a Provenzano.